# Thierry d'Isenberg
Thierry Ier, dernier comte d'Isenberg et d'Altena, premier comte de Limbourg (Limbourg-sur-la-Lenne ; avant 1215 - 1301), fils de Frédéric II d'Isenberg, comte d'Isenberg et d'Altena.
Thierry Ier a été déshérité de tous ses territoires dans le Saint Empire romain germanique à la suite de l'exécution de son père. Mais avec le soutien militaire de son oncle, le duc de Limbourg, il a recouvré un petit territoire de ses biens antérieurs. Il construisit les châteaux de Limbourg (Hohenlimbourg) et de Neu Isenberg (bientôt perdu au profit des comtes de La Marck) et porta le titre de comte de Limbourg.
Il a épousé la comtesse Adélaïde de Sayn, fille de Johann I von Spanheim et Adelheid von Altena. Ils eurent 6 enfants : 
- Heinrich de Limbourg (1240-1246);
- Jean d'Isenberg-Limbourg, comte de Limbourg (né avant 1246, décédé avant 1277). Il a épousé Agnes von Wildenberg ;
- Elisabeth comtesse de Limbourg (née avant 1253, décédée 1311). Elle a épousé Heinrich von Wildenburg, fils de Gerhard II von Wildenburg ;
- Sophie comtesse de Limbourg-Isenberg (née avant 1253), mariée à Bertold VI von Buren, maréchal de Westfalie (née avant 1284, décédée après 1320), fils de Bertold IV von Buren et de Dedel von Arnsberg ;
- Adélaïde (né avant 1253, décédé après 1266). Elle a épousé Albert II Ritter von Hoerde (né avant 1226, décédé après 1266) ;
- Eberhard I comte de Limbourg (né avant 1271, décédé après 1304. Il a épousé Agnes NN.

## Littérature
- Genealogische Handbuch des Adels, Gräfliche Häuser A Band II, 1955 ;
- W. Gf c. Limburg Stirum, «Stamtafel der Graven van Limburg Stirum», Gravenhage, 1878 ;
- AMHJ Stokvis, "Manuel d'histoire, de Genealogie et de Chronologie de tous les États du Globe", Tome III, Leiden 1890-93 ;
- WK Prins c. Isenburg, "Stammtafeln zur Geschichte der Europaischen Staaten", 2. Aufl., Marburg / Lahn, 1953.